# Effigia
Effigia var ett släkte av tvåbenta reptiler som levde i slutet av trias för något mer än 200 miljoner år sedan. Det liknade dinosaurier såsom ornithomimider och dryosaurus till det yttre. I själva verket trodde man förut att Effigia var släkt med de förstnämnda, men idag vet vi att släktet tillhörde härskarödlorna (arkosaurerna) och att dess närmaste moderna släktingar är krokodiler.
Effigia hade lång hals, och tandlös mun, som längst fram bildade en näbb, och ögonen var stora. Framben slutade i mycket små händer, med fem fingrar var.
Effigia var med i filmen Dinosaurs alive! år 2007.